# Дубицкий, Анатолий Михайлович
Анатолий Михайлович Дубицкий (8 декабря 1932, Семипалатинск, Казакская АССР, РСФСР, СССР — 30 декабря 1998) — казахстанский государственный деятель. Доктор биологических наук, профессор.

## Биография
Дубицкий Анатолий Михайлович родился 8 декабря 1932 года в городе Семипалатинск Казахской ССР.

### Образование
В 1955 году окончил Алма-Атинский зооветеринарный институт по специальности ветеринарный врач.
Автореферат диссертации на соискание ученой степени кандидата биологических наук. Вши крупного рогатого скота юго-востока Казахстана. / Академия наук Киргизской ССР. Фрунзе, 1961. 
Автореферат диссертации на соискание ученой степени доктора биологических наук. Кровососущие комары (Diptera, Culicidae) Казахстана. / Зоологический институт АН СССР. Москва, 1967. 

### Трудовая деятельность
В 1955–1957 годах работал в ветеринарных службах Кокчетавской области. 
С 1957 года вся его научная и профессиональная деятельность была связана с Институтом зоологии Академии наук Казахской ССР.
С 1968 года возглавлял созданную по инициативе Госкомитета по науке и технике СССР лабораторию биологического контроля вредных беспозвоночных. Руководил научными экспедициями, активно внедрял методы биоконтроля в практике защиты человека и животных от кровососущих насекомых.
С 1980 по 1985 год — старший советник Всемирной организации здравоохранения (ВОЗ) в Женеве, где курировал международные исследования по разработке биологических методов борьбы с переносчиками заболеваний.
С 1988 по 1991 год — директор Института зоологии Академии наук Казахской ССР.
С января 1991 по февраль 1992 года — председатель Государственного комитета Казахской ССР (Казахстана) по экологии и природопользованию. В этот период под его руководством была заложена правовая основа экологического законодательства суверенного Казахстана, начата разработка базовых нормативных актов в сфере охраны окружающей среды и рационального природопользования. 
С 1992 года — заведующий лабораторией и главный научный сотрудник Института зоологии и генофонда животных Казахской ССР Казахстана.
Скончался 30 декабря 1998 года.

## Международная деятельность
С 1976 года, по приглашению Академии наук Кубы, под руководством профессора Анатолия Михайловича Дубицкого были начаты совместные исследования по биологическому контролю численности вредных беспозвоночных на территории Кубы. Эти исследования позволили кубинским специалистам неоднократно проходить стажировки в лаборатории Дубицкого, освоить современные подходы к биоконтролю в собственных природно-климатических условиях и внедрить полученные результаты в практику борьбы с комарами и другими вредителями.
На основе обобщённых данных, собранных в ходе многолетних полевых и лабораторных исследований в Казахстане, Кубе и Канаде, А.М. Дубицкий разработал концептуальные положения, ставшие основой для первой в СССР монографии, посвящённой биологическим методам борьбы с гнусом.
В 1976 году профессор Дубицкий был включён в состав Комитета экспертов Всемирной организации здравоохранения (ВОЗ). А в 1980 году, по линии Министерства иностранных дел и Министерства здравоохранения СССР, он был избран старшим советником ВОЗ в Женеве, где в течение пяти лет возглавлял международные исследования по разработке биологических средств борьбы с переносчиками болезней, в первую очередь кровососущими насекомыми.

## Научная деятельность
Автор более 250 научных публикаций, двух монографий, соавтор трёх коллективных книг, опубликованных за рубежом.
Под его научным руководством защищены более 20 кандидатских диссертаций.
Патентообладатель (включая штаммы бактерий Bacillus thuringiensis для производства биопрепаратов). 
Автор фундаментальных трудов «Кровососущие комары Казахстана» (1970), «Биологические методы борьбы с гнусом в СССР» (1978).